# Волхов (футзальный клуб)
«Во́лхов» — футзальный (и футбольный) клуб из Великого Новгорода, был основан в 2000 году. Имеет опыт выступлений в Суперлиге чемпионата России по футзалу (чемпион России в 2010 году и бронзовый призёр в 2011 году). Также являлся постоянным участником первенства России по мини-футболу (I лига, дивизион Северо-Запад). В сезоне-2010 играл в ЛФЛ (первенстве России среди ЛФК) (в зоне «Северо-Запад») по футболу.
В 2017 году стал победителем Суперлиги Первенства Новгородской области по футзалу.
- Президент клуба: Светлов Сергей Иванович
- Главный тренер: Жаров Евгений Евгеньевич

## Достижения
Основной источник: fc-volhov.nov.ru
- Победитель XVIII Чемпионата России по футзалу в Суперлиге сезона 2009/10[4].
- Бронзовый призёр XIX чемпионата России по футзалу в Суперлиге сезона 2010/11.
- Сентябрь 2009 года. Победитель XVIII Кубка России по футзалу[5].
- Бронзовый призёр Кубка УЕФС 2010 года в Праге.
- Обладатель Суперкубка России по футзалу 2010 года.
- Май 2009 год. Победитель переходного турнира I лиги по мини-футболу чемпионата России.
- Победитель Кубка МРО «Северо-Запад» по мини-футболу в 2007 году.
- Победитель I чемпионата Новгородской области по мини-футболу 2005 года.
- Победитель первенства Новгородской области в 2006, 2007, 2008 годах.
- Чемпион Великого Новгорода по мини-футболу в 2003—2005, 2007—2012 годах.
- Серебряный призёр чемпионата Великого Новгорода по мини-футболу в 2002 и 2006 годах.
- Серебряный призёр первенства Великого Новгорода по футболу в 2006 году.
- Серебряный призёр чемпионата Новгородской области по футболу в 2016 году[1].
- Октябрь 2009 года. Победитель Кубка Федерации Новгородской области по мини-футболу.